# Sure Cures
Sure Cures ist ein US-amerikanischer Kurzfilm aus der Reihe Pete Smith Specialties, der 1946 veröffentlicht wurde.

## Handlung
Der Film stellt Hausmittelchen und altbekannte Methoden vor, die dem Protagonisten Xavier T. Schneckendorf gegen Schlaflosigkeit, Schluckauf und Haarausfall helfen sollen. Gegen seinen Haarausfall muss sich Xavier zwischen Kopfstand und der Anwendung von Toniken entscheiden. Die Schlaflosigkeit (Morpheus und der Sandmann lesen lustlos in Büchern) soll mit Schafezählen und einer Schlafmaske bekämpft werden. Der Versuch, den Schluckauf mit viel Wasser loszuwerden, schlägt fehl.

## Auszeichnungen
1947 wurde der Film in der Kategorie Bester Kurzfilm (eine Filmrolle) für den Oscar nominiert.

## Hintergrund
Uraufgeführt wurde der Film am 2. November 1946.
Sprecher des Films war Produzent Pete Smith.
Der Film ist ein Beitrag zu der MGM-Serie Pete Smiths Specialties.